# The Graphic
The Graphic (El Gráfico), fue un periódico del Reino Unido con énfasis en el fotoperiodismo y que fue publicado por primera vez el 4 de diciembre de 1869 por la Illustrated Newspapers Ltd. Continuó publicando de manera semanal bajo este nombre hasta el 23 de abril de 1932 y entonces cambió el nombre a The National Graphic entre el 23 de abril y el 14 de julio de 1932 y entonces cerró definitivamente después de 3266 ediciones.

## Contexto

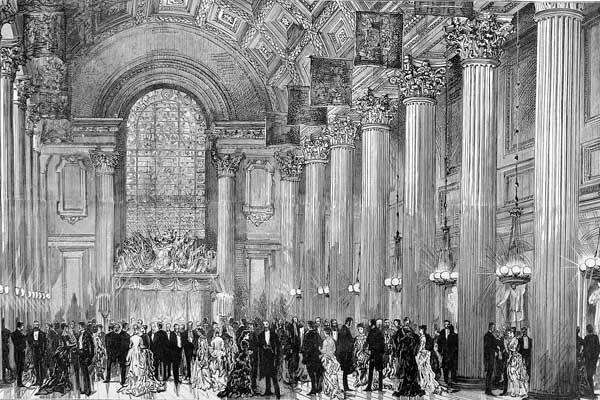
Una ilustración del periódico datada de 1884.

The Graphic fue fundado por William Luson Thomas, un grabador y reformista social. El primer editor fue Henry Sutherland Edwards y Thomas reclutó un buen número de talentosos artistas que incluyeron a Luke Fildes, Hubert von Herkomer, Frank Holl y John Millais. The Graphic fue publicado los sábados y su precio original fue de seis peniques. En su primer año se describía a sí mismo en su publicidad como «un periódico semanario de ilustración superior que contiene 24 páginas de tamaño folio imperial, impreso en perfectos tonos de papel de máxima calidad, hecho expresamente con el propósito de admirar la adaptación del grabado».
En sus inicios era impreso en una casa de arriendo. Sin embargo, tuvo un rápido éxito y para 1882 ya contaba con tres edificios, 20 impresoras y mil empleados.
Tenía subscritores alrededor del mundo en donde tenía presencia el Imperio Británico y en América del Norte.
Entre los artistas que fueron empleados tanto por The Graphic como por el neoyorquino The Daily Graphic hacia fines del siglo XIX estaban Alexander Boyd, Frank Brangwyn, James H. Dowd, Harry Furniss, Phil May, Leonard Raven-Hill, Edmund Sullivan, George Stampa, Sidney Sime, Bert Thomas y F. H. Townsend.
Entre los más destacados escritores estaban personalidades como George Eliot, Thomas Hardy, H. Rider Haggard y Anthony Trollope. Malcolm Charles Salaman fue contratado entre 1890 y 1899.

## Innovaciones
The Graphic fue diseñado para competir con el célebre Illustrated London News (ILN, fundado en 1842) y llegó a ser su más fuerte rival. Aunque otros competidores, como el Illustrated Times y el Pictorial Times, quedaron pronto superados o se fusionaron con el ILN que apelaba a lectores de la clase media, The Graphic, como su propio nombre sugiere (El Gráfico), fue entendido para el uso de ilustraciones de manera más concreta y artística que lo que hacía el ILN. Con este fin, contrató a los más hábiles artistas de la época con obras de una gran impresión artística desde sus inicios como Sin casa y hambriento (Houseless and Hungry) de 1869, imágenes dramáticas de Luke Fildes que mostraban la vida de los habitantes más pobres y marginales de Londres.
El periódico cubría noticias nacionales y provenientes de los territorios del Imperio Británico con un gran énfasis en la literatura, el arte, las ciencias, el mundo del espectáculo, el deporte, la música y la ópera. Ocasiones reales y celebraciones nacionales fueron parte prominente de sus cubrimientos.
En 1889, la compañía de Thomas, H. R. Baines and Co., comenzó la primera publicación del Daily Graphic de Londres (no confundir con The Daily Graphic de Nueva York, este último el primer periódico ilustrado en Estados Unidos y que fue fundado en 1873).

## Tópicos semanales
- Tema de la semana: 12 parágrafos de noticias semanales.
- Entretenimiento: una ronda de actividades semanales para el entretenimiento de la clase media.
- Nuestras ilustraciones: Sumario de las ilustraciones publicadas en la edición.
- Casa: Un sumario de noticias en Gran Bretaña.
- Noticias de la Iglesia Anglicana.
- Leyes: juicios y casos judiciales del interés de los lectores.
- Serie de la semana: elaborada por un escritor popular, entre ellos William Black (aunque parece que sólo aparece después de la década de los 80).
- Críticas de libros.
- Sumario de noticias relacionadas con ciencia.
- Notas rurales: información acerca del clima y guías para cultivos y otras faenas del campo.
- Música nueva: noticias acerca de los últimos acontecimientos de la música.
- Obituarios: acerca de líderes de la Iglesia, dueños de fábricas, nobleza europea, músicos y destacados victorianos.
- Deporte: cubrimiento acerca del fútbol y el cricket con W. G. Grace.

Había al menos tres páginas dedicadas a publicidad y es interesante observar su obsesión por la higiene con un sinnúmero de avisos acerca de cremas dentales y productos de aseo personal como jábones.

## Decadencia
El 15 de agosto de 1932 Time Magazine reportó que el nombre del semanario cambiaba a The National Graphic y el editor William Comyns Beaumont del The Bystander lo asumía para reemplazar a Alan John Bott.